# Suspensió (mescla)

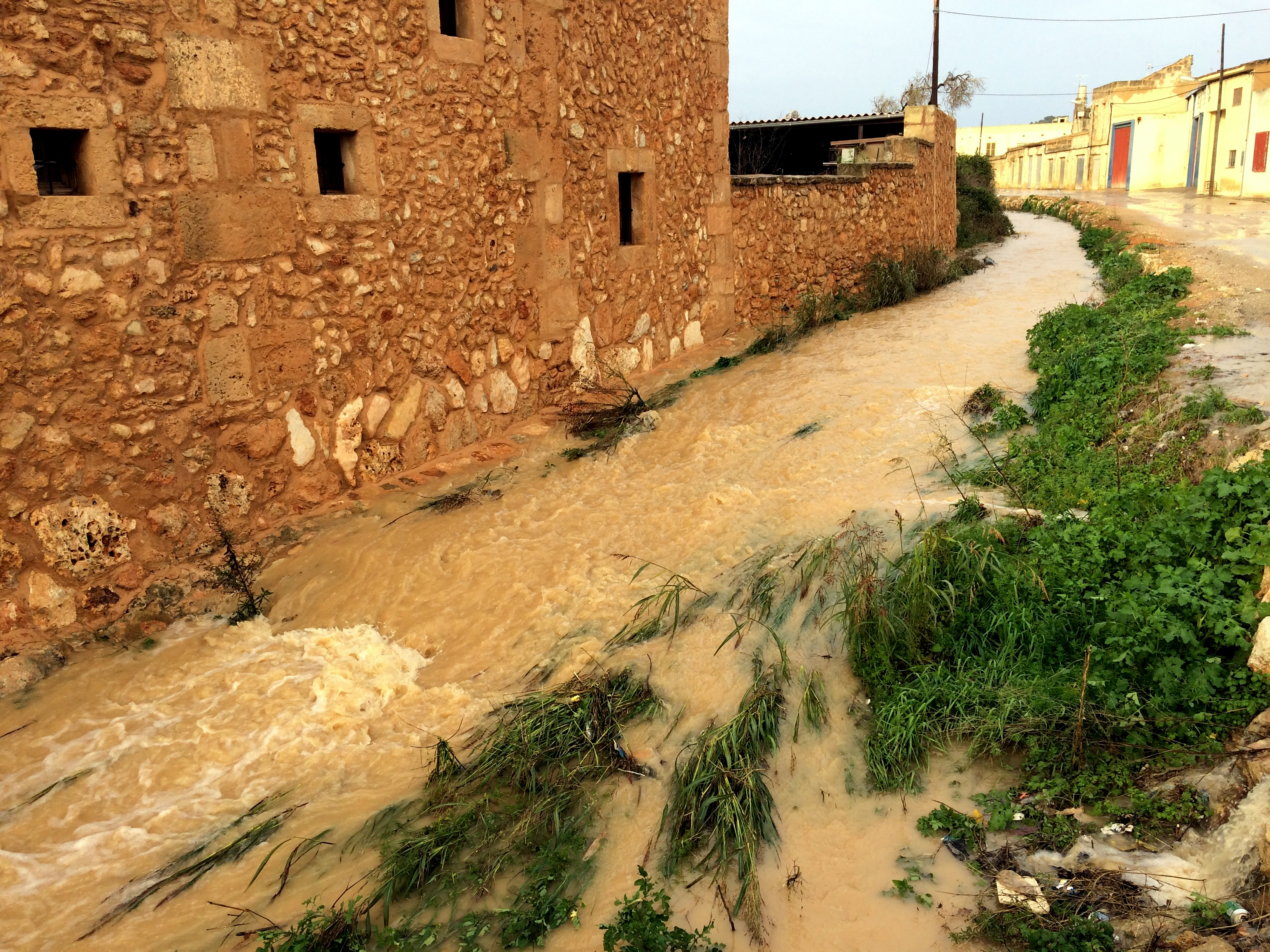
Les torrentades són suspensions de terra en aigua. Torrent de na Joanota, Llucmajor, Mallorca.

Una suspensió és una mescla heterogènia, constituïda per partícules sòlides insolubles (fase dispersa) en un medi líquid (dispersant o dispersor) que poden separar-se per filtració.
Les suspensions són mescles heterogènies, opaques i fluides. Les partícules de la fase dispersa són sòlides i superiors als 1 μm (0,001 mm), majors que les de les dissolucions i els col·loides o dispersions col·loidals, cosa que permet observar-les a simple vista. No són estables i les partícules sedimenten al fons del recipient que les conté si la suspensió es deixa en repòs un cert temps o se centrifuga. Poden separar-se de la fase dispersant per filtració, decantació o evaporació. En algunes s'observa efecte Tyndall (dispersió d'un raig de llum que la travessa), però en altres no se'n produeix i no permet caracteritzar-les. El moviment de les partícules a la superfície de l'emulsió, dit moviment brownià, s'observa en algunes suspesions, però no és general.
La viscositat de les suspensions és sempre major que la viscositat de la fase dispersant i augmenta amb la concentració de la fase dispersa. El físic alemany Albert Einstein (1879-1955) presentà el 1906, en la seva tesi doctoral, una fórmula pel càlcul de la viscositat de suspensions diluïdes obtinguda de forma teòrica suposant que les partícules en suspensió eren esfèriques:
{\displaystyle \eta =\eta _{FD}(1+2,5\phi )}
Batchelor el 1977 considerant interaccions entre les partícules arribà a la fórmula:
{\displaystyle \eta =\eta _{FD}(1+2,5\phi +6,2\phi ^{2})}on:
- {\displaystyle \eta } és la viscositat de la suspensió.
- {\displaystyle \eta _{FD}} és la viscositat de la fase dispersant.
- {\displaystyle \phi } és la concentració volumètrica, volum de la fase dispersa {\displaystyle V_{fd}} respecte el de la suspesió {\displaystyle V_{S}}, és a dir {\textstyle \phi =V_{fd}/V_{S}}[8]

| Mescla     | Mida particles | Aparença                  | Particles visibles?  | Efecte Tyndall | Moviment brownià | Sedimentació              | Separació de les fases                  |
| ---------- | -------------- | ------------------------- | -------------------- | -------------- | ---------------- | ------------------------- | --------------------------------------- |
| Dissolució | < 1 nm         | Homogènia i transparent   | Invisibles           | No en produeix | No en presenten  | No sedimenta              | No per filtració o centrifugació        |
| Col·loide  | 1 nm - 1 μm    | Heterogènia i translúcida | Amb ultramicroscopis | En produeix    | S'observa        | Per centrifugació         | Per filtració o centrifugació especials |
| Suspensió  | > 1 μm         | Heterogènia i opaca       | A simple vista       | A vegades      | A vegades        | Per efecte de la gravetat | Per filtració o centrifugació           |

## Suspensions a la natura
El fang és una suspensió de terra (fase dispersa) en aigua (fase dispersant). També ho és l'aigua dels rius quan han fet un cert recorregut (curs mitjà i curs baix) i ha arrossegat terra i restes orgànics i està enterbolida. Per potabilitzar-la s'han d'emprar tècniques de separació adients per eliminar aquests sòlids en suspensió a les plantes potabilitzadores. Les torrentades i riuades també en són clars exemples que hom troba de forma natural. Les ones marines a les platges d'arena produeixen suspensions d'arena en aigua quan hi arriben. L'aigua de pluja sovint duu partícules de pols en suspensió que deixen restes de terra sobre les superfícies després d'evaporar-se l'aigua.

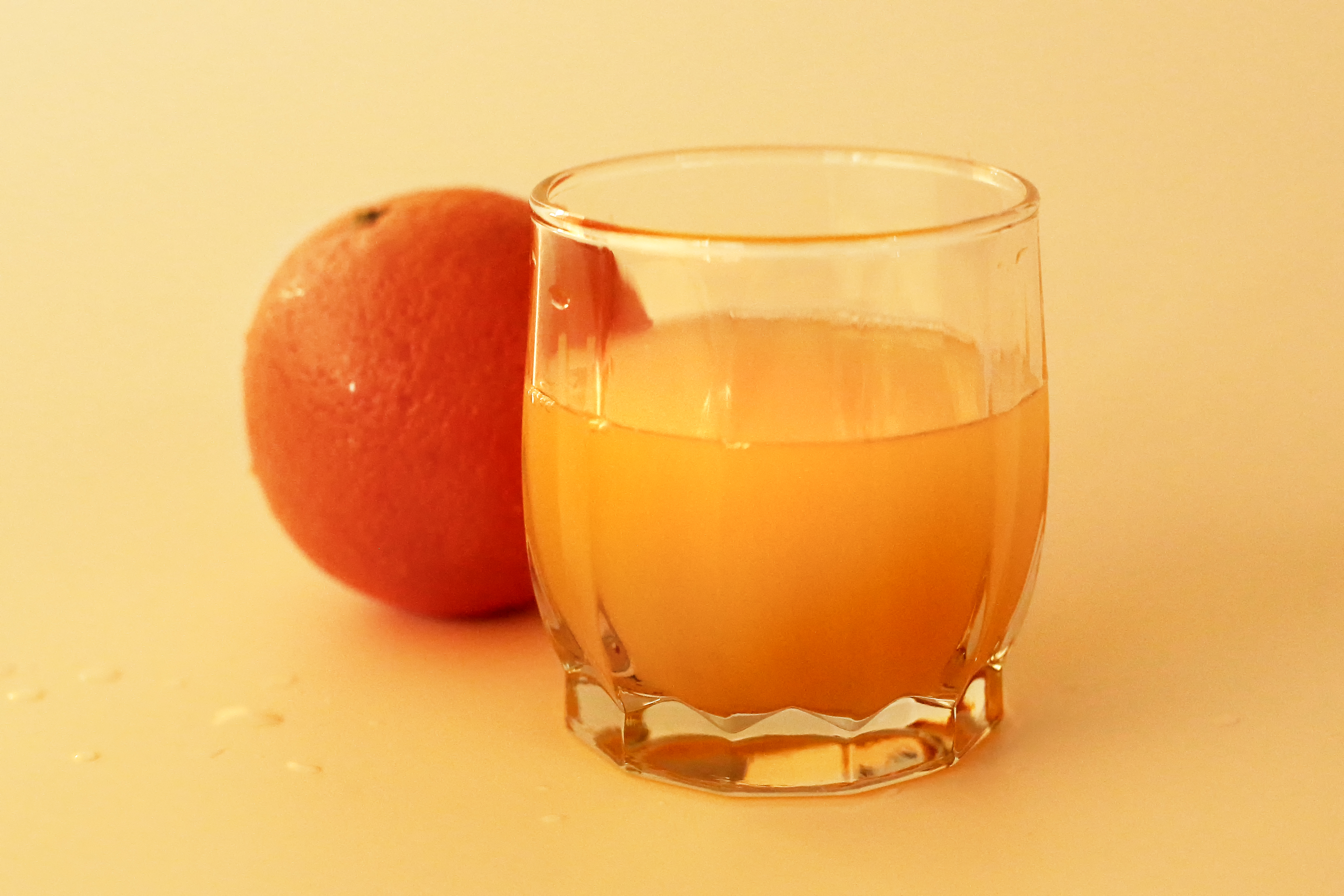
El suc de taronja és una suspensió.

## Suspensions a la indústria

### En la indústria alimentària
Amb la decantació, les partícules precipiten al fons del recipient. Un exemple de suspensió és el cafè, perquè quan s'acaba de beure es queda el pòsit al fons de la tassa que el contenia. En alimentació són suspensions els sucs de fruites, com ara el suc de taronja, el de préssec, etc.; els batuts; l'orxata: el mate; les salses, com la de tomàtiga; etc. En els sucs la fase dispersa és una dissolució en aigua de substàncies solubles (fructosa, vitamina C, citrat de potassi…) i la fase dispersa són substàncies insolubles com petits trossos de polpa.

### En la construcció i l'art

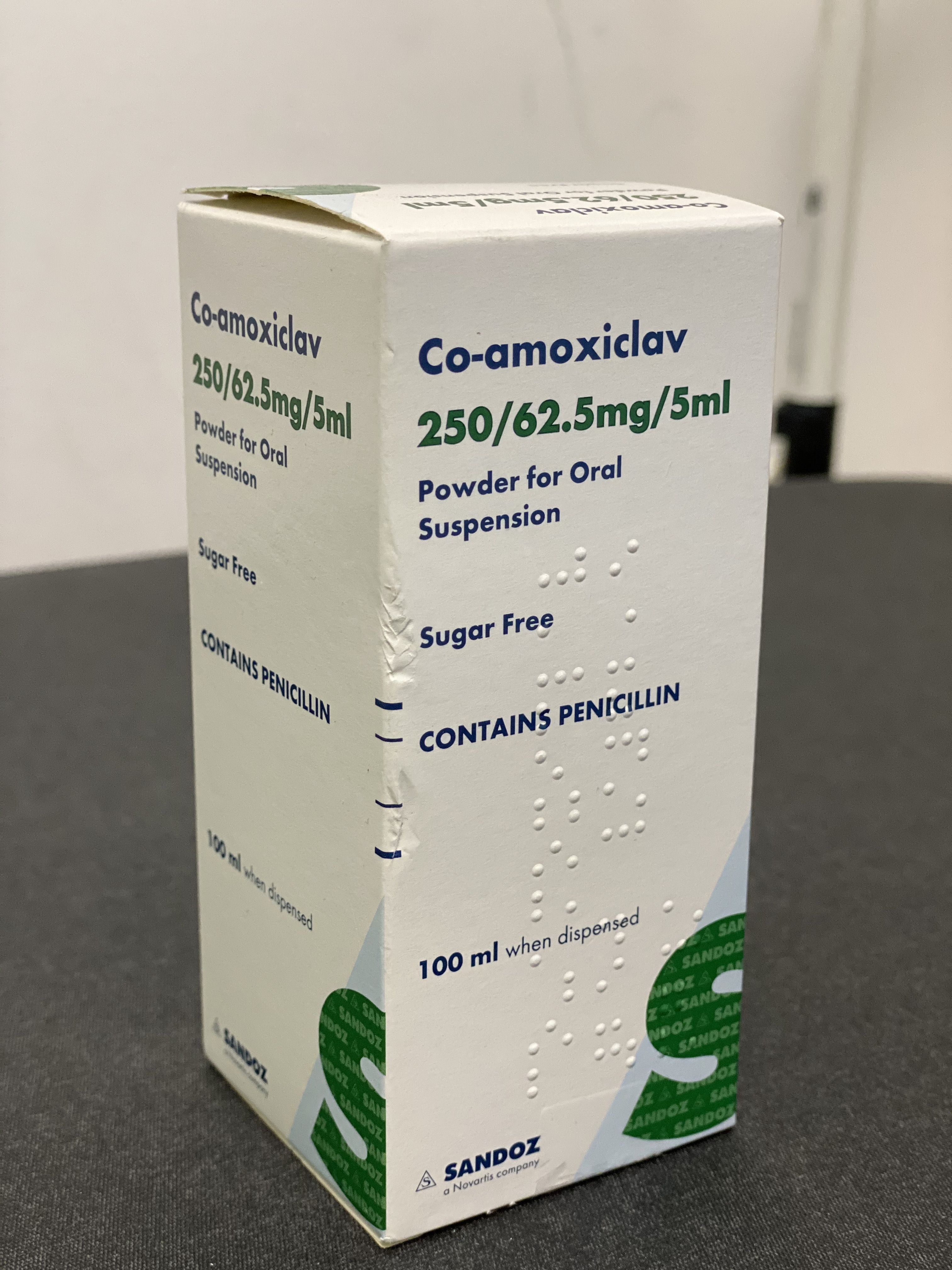
Antibiòtic emprat oralment en suspensió aquosa.

El morter és una suspensió d'arena en una dissolució de calç i ciment en aigua, que es pren o s’endureix en un cert temps, que hom l’empra per a lligar els maons, les pedres, etc., d’una construcció, per a arrebossar parets i per a fer paviments. El formigó també és un material de construcció constituït per una barreja de grava, arena i ciment pòrtland.
Les pintures (pintura a l'oli, pintura acrílica, pintura al tremp...) són suspensions de matèries sòlides (el pigment, que li confereix el color, i les matèries de càrrega que l’espesseixen, n’augmenten l’opacitat, etc.) en una preparació líquida a base d’un vehicle (oli, resina natural o sintètica, etc.), dissolvents, plastificants i assecants. Sedimenten en els envasos que les contenen i cal agitar-les per recobrar les característiques òptimes.

### En la indústria farmacèutica
Hi ha medicaments que s'han d'administrar en forma líquida (per via oral, per via intramuscular o subcutània, en preparacions tòpiques sobre la pell o oftalmològiques) i són insolubles o poc solubles en aigua, per la qual cosa s'ha de preparar la suspensió just abans de la primera vegada que s'administra. S'anomenen suspensions extemporànies. Quan la suspensió preparada queda en repòs sedimenta i per ser administrada un altre cop s'ha de procedir a recuperar la suspensió agitant-la. En són exemples l'antibiòtic amoxicil·lina, l'analgèsic i antipirètic paracetamol i l'antiinflamatori naproxén.

### En la indústria cosmètica

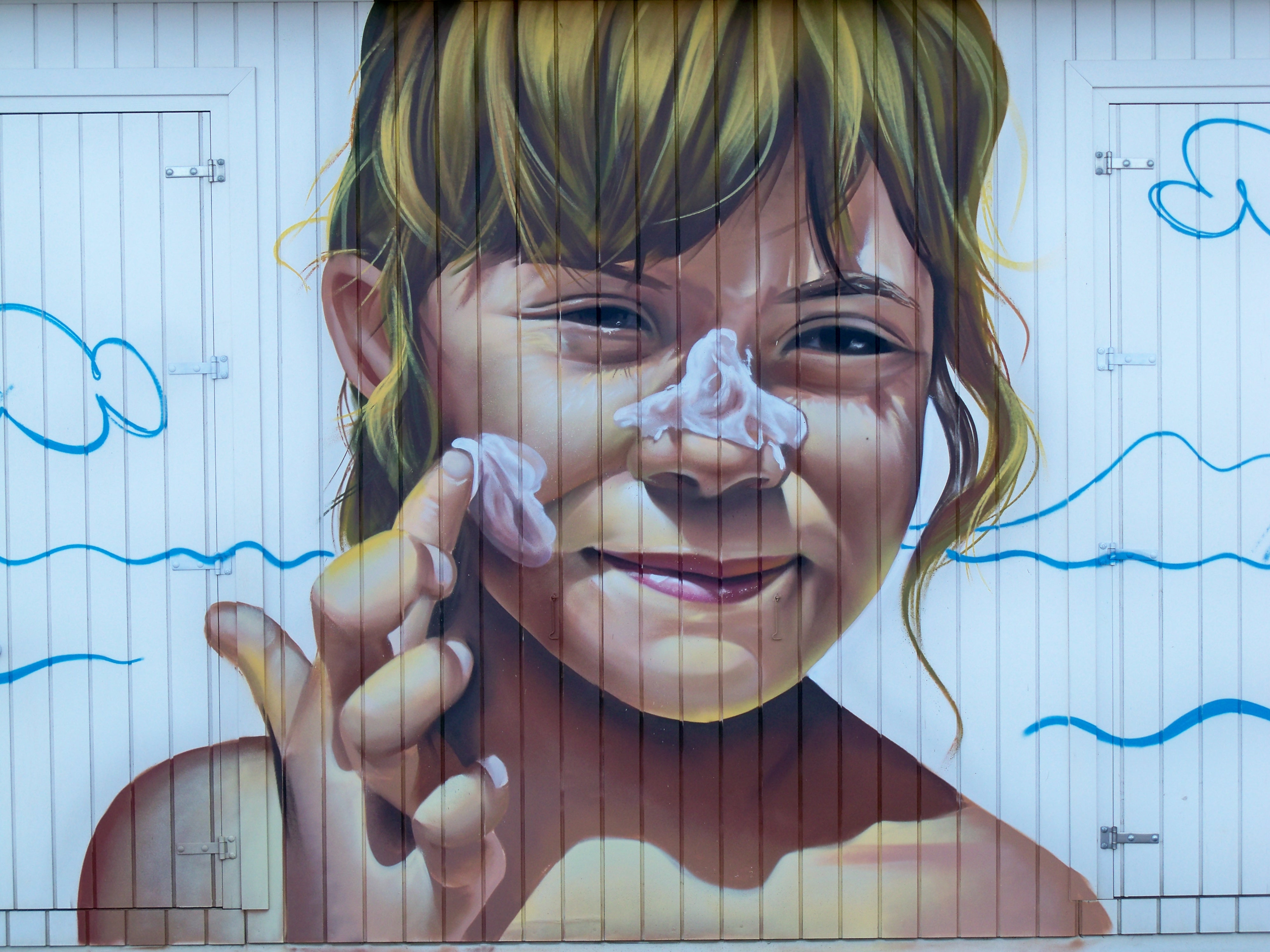
Grafiti d'una nina emprant protector solar.

Molts exfoliants facials i corporals contenen petites partícules sòlides com ara grànuls de sucre, sal, o microsferes de plàstic (encara que cada vegada són menys comuns a causa de les preocupacions ambientals) que se suspenen en una crema o gel. Aquestes partícules ajuden a eliminar les cèl·lules mortes de la pell i millorar la textura cutània. Algunes fórmules de maquillatge poden contenir pigments sòlids suspesos en una fase dispersant líquida. Això permet una aplicació uniforme i una cobertura adequada de la pell. La majoria de protectors solars contenen partícules d'òxid de zinc o diòxid de titani que es mantenen en suspensió a la fórmula. Aquestes partícules ajuden a protegir la pell de la radiació ultraviolada. Alguns productes de cosmètica, com els sèrums reductors, poden contenir microcristalls o microesferes que es mantenen en suspensió en un gel o líquid. Aquests productes afirmen proporcionar una aparença de pell més tensa immediatament després de l'aplicació. Algunes locions corporals poden contenir pols de minerals que es mantenen en suspensió en una fase dispersant líquida. Aquests pols poden proporcionar una lleugera brillantor a la pell i ajudar a millorar la seva aparença.

## Mètodes de separació

### Filtració

Esquema d'una filtració. A l'esquerra abans de la filtració i, a la dreta, una vegada conclosa amb la fase dispersa damunt del suport i el filtrat a la inferior.

En una filtració, la fase dispersant de la suspensió, per efecte d’un gradient de pressió (per gravetat, per buit sota el filtre, per pressió exterior), passa a través d’un suport permeable o filtre (de paper, tèxtil, metàl·lic, etc.), en el qual la fase dispersa, sòlida, és retinguda. Els sòlids retinguts pel suport formen una capa que el cobreix i que també actua de medi filtrant, en deixar passar el líquid pels nombrosos canalicles que el travessen. Per tal de poder construir els filtres adequats a cada necessitat cal el disseny de models experimentals i la posterior extrapolació dels resultats obtinguts. En aquests models s'estudia la variació del volum de filtrat per unitat de temps {\displaystyle \operatorname {d} \!V/\operatorname {d} \!t} en funció dels diversos factors que intervenen (superfície del suport o filtre, viscositat del líquid, gruix del suport i gradient de pressió).

### Sedimentació i centrifugació

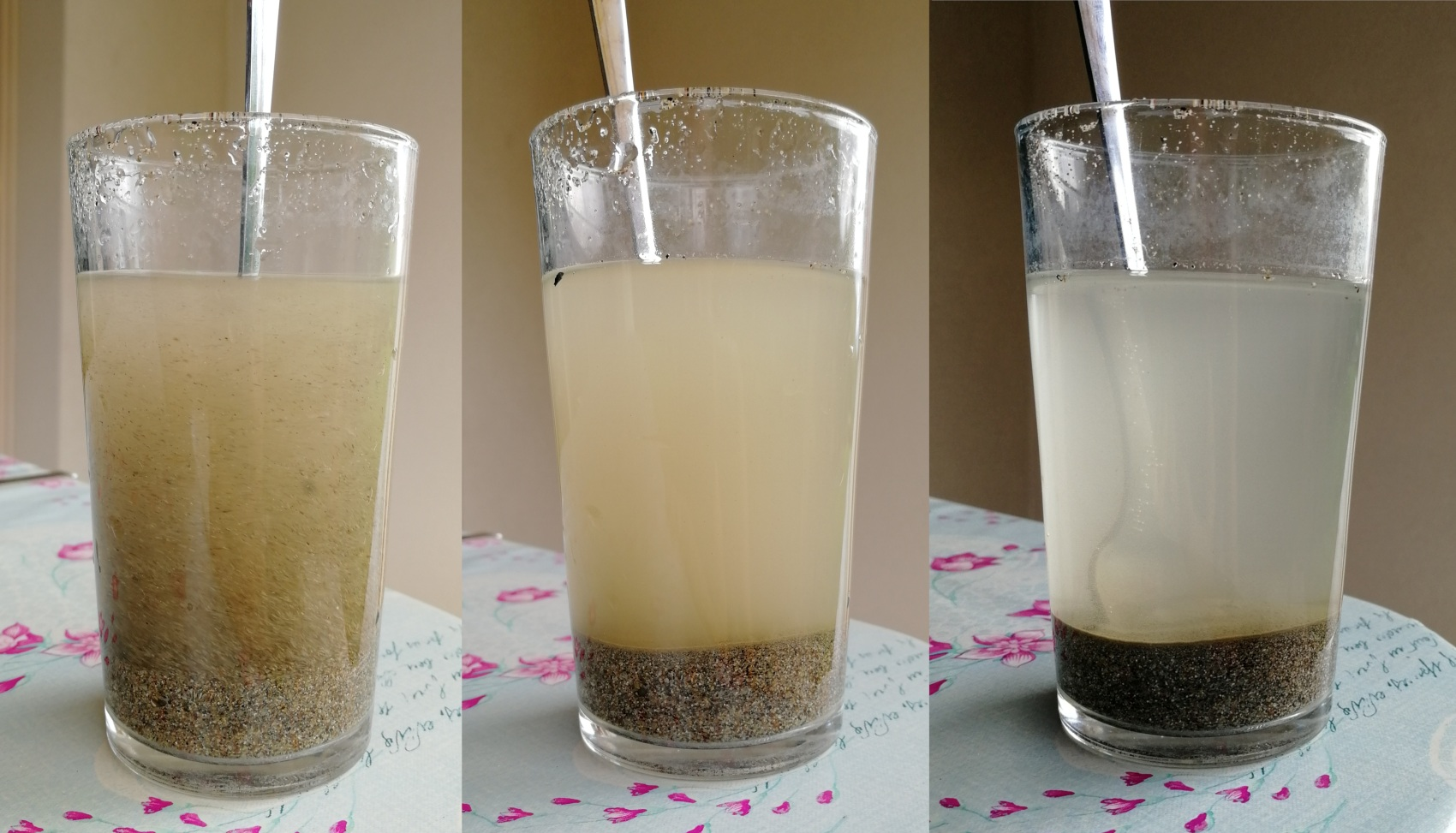
Procés de sedimentació d'una suspensió amb el pas del temps (d'esquerra a dreta).

La sedimentació és un procediment de separació de suspensions basat en el fet que la densitat de la fase dispersa, que és sòlida, se separa de la fase dispersant, menys densa, quan la suspensió és sotmesa a un camp de forces, natural (com la gravetat) o artificial (com en la centrifugació). La sedimentació natural sol ser lenta i la centrifugació molt ràpida.

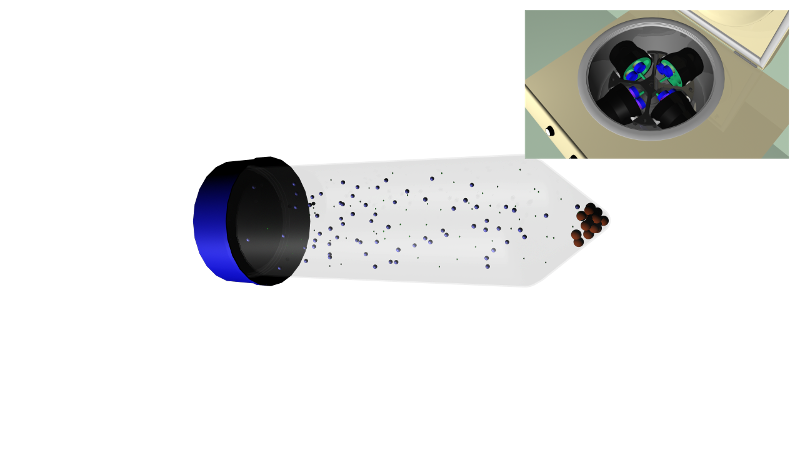
Esquema del funcionament d'una centrifugadora. Les partícules més denses es concentren al fons del tub després d'haver-se centrifugat.

La centrifugació es duu a terme emprant una centrifugadora aprofitant la diferència de densitat de les dues fases. Les centrifugadores consten d'un recipient, generalment cilíndric, que gira sobre un eix, vertical o horitzontal, dins un cos extern fix. Tenen una paret lateral amb petits forats per on pot passar l'aigua si té més densitat que els sòlids en suspensió. Als laboratoris les suspensions es posen dins tubs d'assaig que es fan rotar a gran velocitat de manera que els sòlids més densos queden al fons del recipient.
La centrifugació és feta servir en diverses operacions industrials, com ara clarificació, classificació, filtració, separació de fluids no miscibles o decantació forçada, extracció i escorriment. Entre les aplicacions més importants de la centrifugació cal esmentar la separació de la nata de la llet, la clarificació de les laques i la concentració del làtex de cautxú.

### Decantació
La decantació és l'operació que es duu a terme després d'una sedimentació o una centrifugació. Una vegada produïda aquesta separació de fases, hom pot inclinar el decantador i deixar sobreeixir el líquid clar, lliure de sòlids, bé que modernament hom procedeix a aspirar-lo des d’una altura una mica superior a la interfície líquid-sòlid del sediment, o bé a retirar els sòlids per la part inferior.

### Flotació

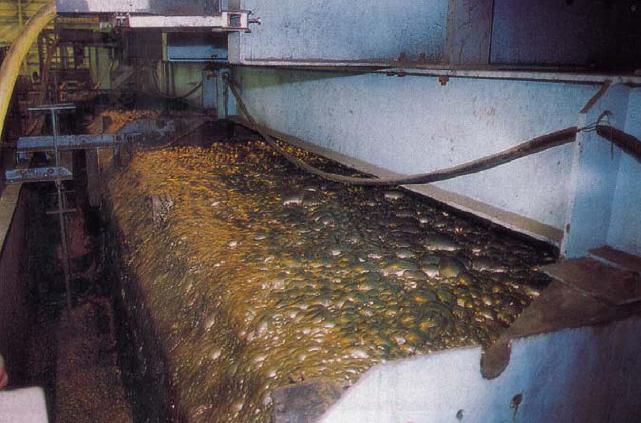
Separació industrial per flotació.

La flotació és una operació utilitzada per a la separació d'una suspensió, habitualment aquosa, per mitjà d’un corrent d’aire que hom introdueix en el si de la suspensió i que arrossega selectivament el component que hom vol separar. Aquest comportament selectiu és degut a la distinta afinitat superficial dels materials envers l’aigua o l’aire. Hom accentua aquesta afinitat mitjançant substàncies que recobreixen les partícules d’un dels components o que modifiquen llur superfície, per tal de millorar el rendiment de l’operació. Hom empra la flotació per a concentrar el mineral extret de les mines, del qual elimina una part de la ganga, i disminueix així el volum de mineral que hom haurà de sotmetre a tractaments posteriors, gairebé sempre més costosos.

### Extracció

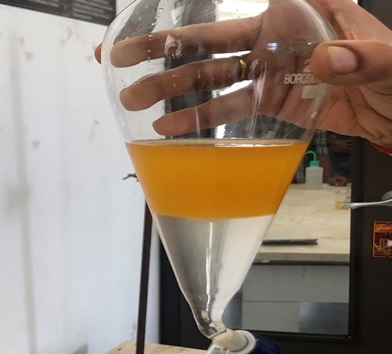
Embut de decantació amb les dues fases immiscibles.

L'extracció és el procés de transferència de matèria entre dues fases immiscibles basat en les diferències de solubilitat de les substàncies, que permet la separació de mescles sòlides, líquides o dissoltes mitjançant llur tractament amb un solvent.
El procés d’extracció consta de dues etapes: en primer lloc, cal posar en contacte íntim el dissolvent amb el material a extreure; i després separar, per decantació o sedimentació, les dues fases resultants. En el cas ideal, quan aquestes són dues fases líquides diluïdes que assoleixen l’estat d’equilibri, compleixen la llei de distribució de Nernst. Hi ha diferents tècniques d'extracció:
- Extracció simple: És la tècnica més simple. Consisteix a posar en contacte d’un sol cop el material a extreure amb el dissolvent dins d'un recipient adient, en el laboratori hom la fa en embuts de decantació.
- Extracció múltiple: És un mètode més efectiu que consisteix a tractar successivament el material amb un cert nombre de fraccions de dissolvent. Una variant d’aquesta és feta en els extractors de Soxhlet, aparells on el dissolvent fresc és recuperat per destil·lació dels extractes obtinguts prèviament.
- Extracció múltiple a contracorrent o a l'extracció contínua a contracorrent: Per tal de separar substàncies de solubilitats poc diferents o d’assolir rendiments màxims cal recórrer a aquestes dues tècniques en les quals el dissolvent fresc i el producte a extreure entren en el sistema extractor per extrems oposats.[23]

### Evaporació
Industrialment, hom aplica l'evaporació a la concentració de mescles, eliminant-ne una part del dissolvent (generalment aigua), per a l’obtenció de substàncies orgàniques de productes naturals, per a la separació de substàncies obtingudes per reaccions químiques en solució o bé existents en solucions naturals, per a la conservació de productes orgànics o, simplement, per a obtenir una solució més concentrada. L’evaporació té lloc en uns aparells anomenats evaporadors. És emprada especialment en l’obtenció d’aigua destil·lada a partir de l'aigua de mar.